# HP Elite x2
HP Elite x2 és un convertible 2 en 1 fabricat per Hewlett-Packard i està dirigit principalment als usuaris empresarials, amb suport per a aplicacions empresarials de Microsoft i d'HP, així com característiques pròpies del dispositiu. El convertible ve amb el seu teclat, el qual pot ser desconnectat i un llapis Wacom. Té un lector d'iris en la seva càmera i suporta Windows Hello. Existeix una sèrie de variants similars del dispositiu i totes inclouen Windows 10 com a sistema operatiu.

## Característiques
La versió professional de l'HP Elite x2 té un processador Intel Core i7-7600O, de dos nuclis i 2.8 GHz fins a 3.9 GHz amb Intel Torbo Boost Technology, 16 GB de RAM, 1 TB d'emmagatzematge, pantalla de 12.3" amb resolució de 2736x1824px, càmera frontal de 5 MP amb escàner d'iris Windows Hello, càmera posterior de 8 MP amb flaix, enregistrament de vídeo major a 1080p HD i superior a 30 fps, Intel HD Graphics 620 i integració d'àudio Bang & Olufsen amb doble altaveu i micròfon.

## Recepció
La recepció del dispositiu va ser molt bona, qualificant-ho com un dels millors convertibles existents al mercat actual i dels millors dispositius que HP Inc. ha llançat.
El revisor de CNet va qualificar el dispositiu amb 4 estels de cinc, afirmant que l'HP Elite x2 és un dispositiu que qualsevol consumidor considerant un equip similar a Microsoft Surface deu veure. També esmenta que és barat, considerant que ve inclòs amb el seu teclat i el seu stylus.
Neowin li dona al tablet un 80 sobre 100, escrivint que HP ha llançat un gran producte i un gran competidor del Surface Pro (2017). Diu que el dispositiu no és per a tothom, si la gent no vol usar-ho com tablet, seria millor utilitzar altres computadores o laptops al mateix nivell.